# HD 177199
HD 177199，又名BD+19 3888，SAO 104405、HR 7216，是一颗恒星，视星等为6.09，位于銀經51.77，銀緯6.41，其B1900.0坐标为赤經18h 58m 31.1s，赤緯+19° 6.41′ 55″。